# 真菌性鼻竇炎
真菌性鼻竇炎（Fungal sinusitis）是真菌感染鼻竇粘膜組織所造成鼻竇炎，此疾病並不常見，但在近幾十年發生率有上升趨勢，通常發生於免疫缺陷者。真菌性鼻竇炎的症狀包括臉部疼痛、眼睛周圍疼痛、鼻塞、鼻漏、頭痛，甚至還可能造成眼肌麻痹。造成真菌性鼻竇炎的致病真菌有約九成為煙麴黴，另外還有黑麴黴與黃麴霉。